# 自由奖章
自由奖章（英語：Medal of Freedom）是第二次世界大战后由美國政府頒發的授予美军以外人员的榮譽。受獎者不必是美國公民。

## 历史
1945年7月6日哈瑞·杜魯門總統签署9856号行政命令，設立“自由奖章”，表彰在二次大戰期間對美國有显著贡献的人。1963年2月22日約翰·甘迺迪總統签署11085号行政命令，改为设立“總統自由勳章”並擴充得獎對象。
由美国国务院、美国陆军部、美国海军部颁发。但艾森豪威尔总统与約翰·甘迺迪總統也签署颁发该奖章。
自由勳章分為：
 无棕叶	
 铜棕叶
 银棕叶
 金棕叶

## 描述
奖章为铜质圆形，正面为美国国会大厦顶部的自由女神像的浮雕，圆盘底弧有大写的"FREEDOM"。奖章背面为自由钟，圆形边缘为大写的"UNITED STATES OF AMERICA"字样。奖章悬挂的红色绶带上由4条白色细纹。最初的9856号行政命令规定任何人最多荣获一枚自由奖章。没有证据表明美国公民获得的自由奖章有金银铜棕叶。但外国人获得自由奖章确实分金银铜棕叶以区分重要性不同。

## 中国获得者
第二次世界大战胜利后，美国颁赠自由勳章給中華民國官兵，計有顾祝同为首的284名将官，歐陽秉琰為首的375名校尉級軍官，張福忠為首的145名士兵，趙先禮為首的26名文職人員，及陳仁濺為首的97名翻譯官。
- 金叶自由奖章获得者：顾祝同 李宗仁 阎锡山 何应钦 张发奎 薛岳 胡宗南 孙连仲 李品仙 刘峙 卢汉 孙连仲 卫立煌 杨森 余汉谋 陈诚 何浩若 廖耀湘 孙蔚如 汤恩伯 王耀武 俞飞鹏 俞大维 萧毅肃
- 银叶自由奖章获得者：程潜 冯玉祥 张治中 何键 何成浚 夏威 徐永昌 黄琪翔 龙云 白崇禧 蒋鼎文 商震 于学忠 张卓 陈金成 陈明仁 闕漢騫 周福成 范汉杰 韩浚 韩练成 何世礼 徐希麟 胡琏 黄涛 关麟征 赖光大 李弥 冷欣 李玉堂 梁华盛 卢浚泉 马崇六 牟廷芳 石觉 施中诚 孙立人 丁治磐 蔡文治 杜聿明 王凌云 杨干才 李鸿 刘廉一 钮先铭 杨帝泽 夏建绩 甘建民 甘幕良 徐浩毅 许光耀 李世荣 谢桂林 白方圃 戴瑞祥 陈宏龙